# 宮渕 (松本市)
宮渕（みやぶち）は長野県松本市の市街地の北西にある町名。現行行政地名は宮渕1丁目から宮渕3丁目。住居表示実施済み。郵便番号は390-0862。住宅が多いエリア。

## 概要
地形的には城山の南側の裾野にあたり坂が多く、市内を一望することができる。1丁目に県道平田新橋線（旧国道19号）が通っており、ラッシュ時には宮渕や隣の城西で混雑する。
勢伊多賀神社の麓から、旧国道の更に旧道が分岐し丸の内中学校から下る道付近で旧国道と合流する。
旧道には、連銭観音と馬頭観音を祀る日向観音堂がある。これは巴御前ゆかりの観音堂で、「源平盛衰記」に記載が残る。
元の旧国道付近は湿地で、現在も水捌けが悪い。
奈良井川を挟んで島立側に大字宮渕として飛び地がある。
かつては宮渕本村や新橋ともに宮淵村を構成していた。俗地名として簗場（やなば）、日向、宮崎町などがある。以前は旧字体で「宮淵」と書かれていたが、現在の「宮渕」に変更された。

## 歴史
- 1967年（昭和42年）7月1日 - 1〜3丁目で住居表示実施[4]。

### 住居表示実施に伴い分離した地区
- 1967年：宮渕本村 (松本市)、新橋 (松本市)

## 世帯数と人口
2018年（平成30年）10月1日現在の世帯数と人口は以下の通りである。
| 丁目      | 世帯数  | 人口    |
| --------- | ------- | ------- |
| 宮渕1丁目 | 251世帯 | 473人   |
| 宮渕2丁目 | 249世帯 | 555人   |
| 宮渕3丁目 | 164世帯 | 339人   |
| 計        | 664世帯 | 1,367人 |

## 交通
- 長野県道295号平田新橋線

## 施設
- 猿田彦神社
- 勢伊多賀神社
- 本門仏立宗随応寺
- 貞享騒動の義民塚
- 松本市立丸ノ内中学校